# Palacio de Marivent
El Palacio de Marivent (en catalán: Palau de Marivent, que significa Mar y viento) es una de las residencias de la familia real española. Se trata de una construcción moderna situada en el núcleo turístico de Cala Mayor, en Palma de Mallorca, España.

## Importancia
Es la residencia estival de la familia real española. A diferencia de la residencia oficial del Palacio Real de la Almudaina, Marivent no pertenece a Patrimonio Nacional, sino que su titularidad corresponde a la Comunidad Autónoma de las Islas Baleares. Pese a ese carácter de residencia de uso privado, el Palacio de Marivent ha servido, en multitud de ocasiones, como marco para las recepciones y entrevistas que el monarca ofrece tanto al presidente del Gobierno como a otras autoridades nacionales e internacionales.
Está situada la residencia real en Cala Mayor, concretamente en el número 229 de la avenida de Joan Miró.

## Historia
La finca fue construida por el arquitecto Guillem Forteza Pinya entre 1923 y 1925, por encargo del pintor Juan de Saridakis y su primera esposa, la escultora francesa Laura Mounier. El palacio albergó reuniones sociales y tertulias artísticas durante unos años. Mounier falleció en Niza en 1937, pero Saridakis regresó a Mallorca con su segunda esposa en los años cuarenta y vivió en Marivent hasta su muerte. Su viuda, Anunciación Marconi Taffani, cedió la construcción y sus terrenos a la Diputación Provincial de Baleares en 1966, a condición de que se crease un museo que llevase el nombre del pintor, y que permaneciese abierto al público.
Estas condiciones se cumplieron hasta 1973 cuando la Diputación cedió la finca a los entonces príncipes de España, hecho que provocó que los herederos de Saridakis denunciasen a las autoridades a los tribunales de justicia por incumplimiento de condiciones de cesión, y recuperasen los bienes muebles del interior de la finca pertenecientes a su familia. Ante estos hechos, fuentes del gobierno regional, propietario del inmueble, declararon en los años 1980 que «Nos preocupa relativamente poco que se lleven estos bienes, ya que tienen escaso valor», 40 millones de pesetas al contrario de los 3.000 que afirmaba el pintor heredero Juan de Saridakis.
En 1992 el palacio fue ampliado gracias a la cesión de una masía (del Ejército del Aire) y terrenos colindantes (del Gobierno autonómico). Este inmueble, conocido como Son Vent, fue reformado por Patrimonio Nacional en el año 2004 —con un coste superior a los 500 000 euros—, y cuenta con 500 metros cuadrados habitables, ocho habitaciones, jardín y piscina. Es la residencia habitual de los reyes Felipe VI y Letizia, mientras que el palacio principal sigue siendo utilizado por la reina Sofía.
Asimismo, el complejo cuenta con otros edificios secundarios, que son utilizados para residencia de las infantas Elena y Cristina y sus familias, así como para invitados.